# Frieden Recht Fortschritt
Frieden Recht Fortschritt (französisch Paix Justice Progrès, Kürzel: PJP-Génération Doubara) ist eine politische Partei in Niger.

## Geschichte
Die Partei entstand Mitte 2019 im Umfeld des früheren Generals Salou Djibo, der 2010 den damaligen Staatspräsidenten Mamadou Tandja gestürzt und bis 2011 als Übergangsstaatschef gewirkt hatte, bevor er sich wieder aus der Politik zurückgezogen hatte. Der Gründungsparteivorsitzende von Frieden Recht Fortschritt war Mamoudou Maiga Mamadou, ein Neffe Salou Djibos. Als Generalsekretär der Partei wurde Hamma Hamadou eingesetzt, der zuvor als offizieller Sprecher Salou Djibos gearbeitet hatte. Die Partei Frieden Recht Fortschritt wurde am 22. August 2019 registriert. Beim ersten ordentlichen Parteikongress am 28. Juni 2020 wurde Salou Djibo zum Parteivorsitzenden bestimmt.
Bei den Parlamentswahlen von 2020 zog die Partei mit zwei von 171 Sitzen in die Nationalversammlung ein. Der Vorsitzende Salou Djibo kandidierte bei den Präsidentschaftswahlen von 2020 um die Nachfolge von Staatspräsident Mahamadou Issoufou und wurde mit 2,99 % der Wählerstimmen sechster von 30 Bewerbern um das höchste Amt im Staat. Bei den Kommunalwahlen von 2020 gewann Frieden Recht Fortschritt Sitze in zahlreichen Gemeinderäten und lag in den Gemeinden Namaro, Tillia und Torodi an erster Stelle, wenn auch jeweils ohne absolute Mehrheit.